# タカラスタンダード
タカラスタンダード株式会社（英: TAKARA STANDARD CO.,LTD.）は、大阪府大阪市城東区に本社を置き、システムキッチンやユニットバスなどを製造販売する大手住宅設備機器メーカーである。システムキッチンや洗面台の国内シェアでトップクラスを誇る。

## 概要
古くは日本エナメルという企業名で創業し、一時期タカラベルモント社の傘下に入っていた。その後、傘下を抜け、1972年（昭和47年）から現社名に変更し、以後国内で初めてホーロー製のシステムキッチンおよびユニットバスを開発した企業として、現在まで業界の先駆的立場にある。世界的に見てもホーロー製品の技術はトップクラスを誇り、ステンレス指向の業界に一石を投じている。
社名の「スタンダード」は standard（標準）であり、流行に左右されない標準規格を常に提供していく姿勢の表れであるとされるが、同じ住宅機器業界の世界的大手企業であるアメリカン・スタンダード社を意識した社名とも考えられる。タカラベルモント社の傘下から抜ける際、社内募集によって現在の社名に変更した。旧来の社名である日本エナメルでは、繊維関連の会社と勘違いされるおそれがあるためとも言われる（時代の流れにより「エナメル」という語がホーローではなく、繊維を表す意味合いが主流になってきたため）。
大輪会の会員企業である。
お笑い芸人のフットボールアワー・後藤の父親はタカラスタンダード関連会社の役員。

## 沿革
- 1912年（明治45年）5月 - 北畠安五郎により日本エナメル株式会社設立。
- 1963年（昭和38年）7月 - 大阪証券取引所第2部に上場。
- 1971年（昭和46年）6月 - 現商号に変更。
- 1973年（昭和48年）8月 - 大証1部に上場。
- 1973年（昭和48年）10月 - 東京証券取引所第1部に上場。
- 1977年（昭和52年）10月 - 大阪住機株式会社・九州タカラ工業株式会社を吸収合併。
- 1982年（昭和57年）10月 - 八幡エナメル株式会社を吸収合併。
- 1990年（平成2年）10月 - 株式会社木村製作所を吸収合併。
- 1999年（平成11年）7月 - ティーエス北陸株式会社・ティーエス精機株式会社を吸収合併。
- 2000年（平成12年）9月 - ティーエス企画株式会社を吸収合併。
- 2005年（平成17年）3月 - タカラホーロー株式会社を吸収合併。
- 2007年（平成19年）1月 - タカラ厨房株式会社を吸収合併。
- 2012年（平成24年）4月 - シルバー工業株式会社を吸収合併。
- 2013年（平成25年）4月 - 和歌山タカラ工業株式会社を吸収合併。
- 2014年（平成26年）7月 - 高木工業株式会社を吸収合併。
- 2019年（平成31年）4月 - タカラ化工株式会社を設立。
- 2020年（令和2年）4月 - 日本フリット株式会社を吸収合併。

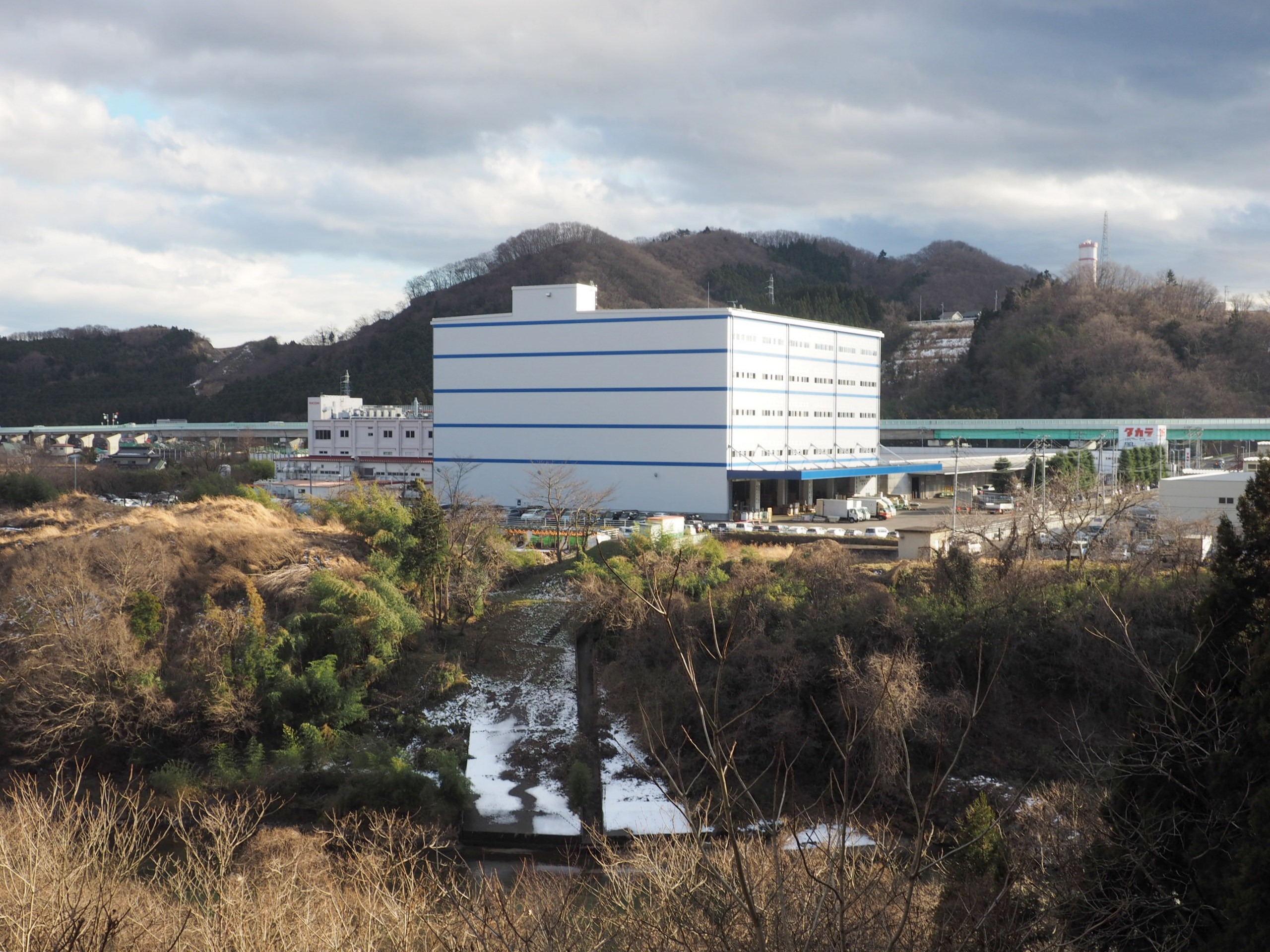
仙台支店（宮城県名取市、2014年）

## 主な製品
- システムキッチン
  - レミュー
  - トレーシア
  - エーデル
  - リフィット（木製）

など
- 洗面化粧台
  - エリーナ
  - ファミーユ
  - オンディーヌ
  - スーリア

木製2タイプほか（リジャスト、ウイット）
- ユニットバス
  - プレデンシア
  - グランスパ
  - エメロード

など
- 給湯機（エコキュート〈三菱電機よりOEM〉・電気温水器・ガス〈エコジョーズタイプふろ給湯器・ふろ給湯暖房熱源機リンナイ、エコジョーズタイプ給湯専用器・エコジョーズタイプ以外パロマよりOEM〉・石油〈コロナよりOEM〉）
- ホーロー製壁装材（エマウォール）
- 便器（ジャニス工業よりOEMで供給を受けている。2012年現在タカラスタンダードは同社の筆頭株主になっている）

## CM
2019年10月7日より女優の土屋太鳳をショールームアドバイザーとして起用したテレビコマーシャルを流している。同時に声優の山寺宏一が製品の心の声役で声のみで出演している。土屋をCMキャラクターに起用して3年目に入った2021年10月以降は、お笑いトリオ・ロバートの馬場裕之を家事が得意なお客様役として起用している。2022年10月以降は、佐々木健介と北斗晶をお客様役として出演している。

## スポンサー番組
現在（提供クレジットはTakara standardである。主に30秒）
- 全国放送
  - 坂上&指原のつぶれない店（TBS、2019年4月 - 2022年3月。※2時間半SPでの提供）→バナナマンのせっかくグルメ!!（TBS、2022年4月 - 2023年3月。※2時間半SPでの提供）→報道特集（TBS、2023年4月 - 2024年3月）→サンデーモーニング（TBS、2024年4月 - ）
  - ひるおび!（TBS、隔日～2022年3月31日）→ラヴィット!（同局系、2022年4月1日～9時台後半の隔日）
  - クイズプレゼンバラエティー Qさま!!（テレビ朝日 、21時枠。2021年4月 - ）
  - 帰れマンデー見っけ隊!!・後半帰れま10（テレビ朝日、21時枠。 2021年4月 - )
  - 10万円でできるかな（テレビ朝日、21時枠。 2021年4月 - )
  - 情報ライブ ミヤネ屋（ytv制作・日本テレビ系列、14時台前半ナショナルスポンサー・木曜。2024年4月 - ）
  - ミステリー・セレクション（BS-TBS、木曜のみ）
  - 突撃!隣のスゴイ家 (BSテレ東)

- ローカル放送
  - Nスタ（TBS・関東ローカル、水・金曜スポンサー。かつての金曜は全国ネットセールスだった）
  - AKTスーパーニュース（秋田テレビ、金曜のみ）
  - めざましテレビ（秋田テレビ、火曜のみ）
  - おじゃまっテレ ワイド&ニュース（福井放送、第3部、水曜のみ）
  - 真相報道 バンキシャ!（福井放送、前半のローカル枠）
  - 羽鳥慎一モーニングショー（福井放送、火曜のみ）

以下は以前に提供していた番組（一部不明）
かつてタカラホーロー流し台→タカラホーローシステムキッチンという名称で提供クレジットとして出していた時期もあった（その後、タカラスタンダード）。
- おはよう浪曲（朝日放送ラジオ） - 1980年ごろ[3]
- 木曜ゴールデンドラマ→ドラマシティ'92・'93（読売テレビ制作・日本テレビ系列）
- 水曜ドラマ（1993年4月から1年間・日本テレビ、「ドラマシティ」から移動。同じ城東区に本社がある牛乳石鹸と同時期に提供していた）
- ラブアタック!（朝日放送制作・テレビ朝日系列）
- 驚きももの木20世紀（朝日放送制作・テレビ朝日系列）
- テレ朝平日12時台の番組枠・アフタヌーンショー〜女38歳気になるテレビ（テレビ朝日）
- 土曜映画劇場（テレビ朝日）
- 木曜ミステリー（テレビ朝日）（2005年9月で降板）
- DRAMA COMPLEX→火曜ドラマゴールド（日本テレビ）（前身の火曜サスペンス劇場後期より番組提供継続していたが、2007年3月27日で提供枠終了）
- TBS月曜2時間ドラマ枠（2006年4月〜2019年3月）
  - 月曜ゴールデン→月曜名作劇場（60秒提供。2019年3月で放送終了）
- メイドインジャパン!（TBS、「月曜名作劇場」より引き続き提供。ただし、30秒に縮小。残り30秒は、「つぶれない店」に提供枠を移動）
- アイ・アム・冒険少年（TBS、2020年5月 - 2021年3月、月曜21時枠時代、「メイドインジャパン!」より引き続き提供。当番組をもって月曜2時間ドラマ枠から続いた提供枠のうち30秒分が消滅した。また2021年4月より消滅した30秒分は上記のクイズプレゼンバラエティー Qさま!!へ移動）
- UMKニュース（テレビ宮崎）（2007年3月末で終了。4月以降はTBS系宮崎放送へ提供枠移動）
- Newsリアルタイムふくい（福井放送、第3部、水曜のみ）
- モーニングバード（福井放送、火曜のみ）など